# واسلگا
واسلگا (به لاتین: Vaselga) یک منطقهٔ مسکونی در روسیه است که در باشقیرستان واقع شده‌است.